# Kristýna Burlová
Kristýna Burlová (* 25. März 2002 in Plzeň) ist eine tschechische Radrennfahrerin, die überwiegend im Straßenradsport aktiv ist.

## Sportlicher Werdegang
Ihre internationale Karriere im Radsport begann Burlová 2022 bei den Lotto Ladies. Der achte Platz bei der Flanders Diamond Tour 2022 war ihre erste Platzierung unter den Top 10. 2023 folgten zahlreiche weitere Spitzenplatzierungen. 2024 fuhr sie zunächst für das Team Lifeplus Wahoo. im Herst erhielt sie die Möglichkeit, für ihren Heimatverein Dukla Prag an den chinesischen Rennen der UCI Women’s WorldTour teilzunehmen. wo sie bei der Tour of Chongming Island einen siebten Platz auf der letzten Etappe erreichte.
Zur Saison 2025 erhielt Burlová einen Vertrag beim UCI Women’s WorldTeam Ceratizit Pro Cycling. Nach mehreren Top-10-Platzierungen mit dem Team wurde sie in Juni erstmals tschechische Meisterin im Straßenrennen.

## Erfolge

### Bahn
2020
- Tschechische Meisterin – Mannschaftsverfolgung (mit Jarmila Machačová, Kateřina Kohoutková und Petra Ševčíková)

### Straße
2020
- Tschechische Junioren-Meisterin – Einzelzeitfahren

2025
- Tschechische Meisterin – Straßenrennen